# Ministero degli affari esteri (Turchia)
Il Ministero degli affari esteri della Repubblica di Turchia (in turco: Türkiye Cumhuriyeti Dışişleri Bakanlığı) è un dicastero del governo turco responsabile per la politica estera e le relazioni internazionali della Turchia.
L'attuale ministro è Hakan Fidan, in carica dal 3 giugno 2023.

## Storia
Durante l'Impero ottomano la politica estera rientrava tra le competenze del Reis Efendi, carica istituita nel corso del XVI secolo da Solimano il Magnifico. La prima ambasciata permanente ottomana fu aperta nel 1793 presso il Regno Unito a Londra. Con le tanzimat il sultano Mahmud II istituì tra il 1835 e il 1836 il Ministero degli affari esteri.
Con la proclamazione della Repubblica di Turchia nel 1920 il Ministero fu trasformato e la sua sede trasferita ad Ankara.